# 야니스 밀로노야니스
야니스 밀로노야니스(그리스어: Γιάννης Μυλωνογιάννης, 1988년 8월 18일 ~ )는 미국 태생의 그리스 만화가이다. 메릴랜드주에서 태어나 크레타섬에서 성장했다. 2010년부터 웹 만화를 그렸으며 이후 익스트림 스튜디오의 만화 《예언자》(Prophet)를 그렸다.